# Chiasmocleis jacki
Chiasmocle de Jack
Espèce
Statut de conservation UICN

 NE  : Non évalué
Chiasmocleis jacki, le Chiasmocle de Jack, est une espèce d'amphibiens de la famille des Microhylidae.

## Répartition et habitat
Cette espèce est endémique de l'est du plateau des Guyanes et n'est connue pour le moment que de la Guyane et de l'Amapá au Brésil. Elle se rencontre en forêts tropicales humides. 

## Reproduction
Les têtards de cette espèce n'ont encore jamais été observés. Les auteurs supposent que Chiasmocleis jacki a un mode de développement endotrophique, ce qui signifie que les têtards ne grandiraient pas dans l'eau mais directement dans la litière humide. Cependant les observations récentes suggèrent que les mâles chantent aux abords des petits cours d'eau, ce qui pourrait être leur milieu de reproduction.

## Systématique
L'espèce Chiasmocleis jacki a été décrite en 2022 par Antoine Fouquet (d), Miguel T. Rodrigues et Pedro L. V. Peloso (d).
Ce taxon porte en français le nom vernaculaire ou normalisé suivant : Chiasmocle de Jack,.

### Étymologie
Son épithète spécifique, jacki est une référence aux Daltons de la série de bande dessiné Lucky Luke. Les quatre espèces de Chiasmocles présentes sur le plateau des Guyanes ont toutes des tailles différentes allant de la plus petite, Chiasmocleis hudsoni, à la plus grande, Chiasmocleis shudikarensis, en passant par Chiasmocleis jacki qui est la seconde en taille, tout comme Jack Dalton.

### Publication originale
- (en) Antoine Fouquet, Miguel T. Rodrigues et Pedro Peloso, « A new Chiasmocleis (Anura: Microhylidae) from the eastern Guiana Shield with an amended definition of C. haddadi Peloso, Sturaro, Forlani, Gaucher, Motta, & Wheeler, 2014 », Zootaxa, Auckland, vol. 5200, no 1,‎ 26 octobre 2022, p. 1-23 (ISSN 1175-5326, e-ISSN 1175-5334, DOI 10.11646/zootaxa.5200.1.1, lire en ligne, consulté le 28 novembre 2024)